# Epistula Apostolorum

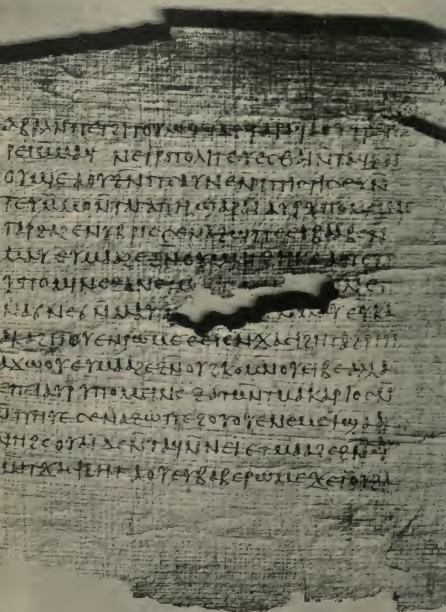
Manuscrito dañado en lengua copta de la Epístola de los Apóstoles.

La Epístola de los Apóstoles (en latín: Epistula Apostolorum) es una obra de apócrifos del Nuevo Testamento.  A pesar de su nombre, es más un evangelio o un apocalipsis que una epístola.  La obra adopta la forma de una carta abierta supuestamente de los restantes siete apóstoles en la que se describen acontecimientos clave de la vida de Jesús, seguida de un diálogo entre Jesús resucitado y los apóstoles en el que Jesús revela secretos apocalípticos de la realidad y el futuro. Tiene 51 capítulos.  La epístola fue escrita probablemente en el siglo II d. C. en griego koiné, pero se perdió durante muchos siglos.  En 1895 se descubrió un manuscrito parcial en lengua copta, en 1913 se publicó un manuscrito más completo en lengua etíope y en 1919 se publicó una edición completa en copto-etíope-alemán.
La intención de la obra es defender la doctrina cristiana ortodoxa primitiva, refutando el gnosticismo y el docetismo.  Se denuncian como falsas las enseñanzas de los gnósticos Cerinto y Simón el Mago.  En el debate sobre la naturaleza de la existencia de Jesús del siglo II, la Epístola de los Apóstoles defiende firmemente que la encarnación de Jesús fue de carne y hueso, y que la futura resurrección en el Reino de Dios sería también una experiencia carnal.  La obra se presenta como escrita poco después de la Resurrección de Jesús, y ofrece predicciones sobre la venida de Pablo de Tarso, la caída de Jerusalén y la Segunda Venida, que tendría lugar de forma inminente en el siglo II de nuestra era.

## Historia
El texto se suele datar en el siglo II, quizá hacia la primera mitad del mismo. Charles E. Hill data la Epístola "poco antes del 120, o en la década del 140". Francis Watson la data hacia 170, después de la peste antonina, debido a las referencias a la muerte y la enfermedad como signo del fin de los tiempos. La mayoría de los estudiosos favorecen un origen del Egipto romano; otras posibilidades incluyen Asia Menor y la Siria romana.
Al parecer, la obra no se distribuyó ampliamente; ningún escrito cristiano antiguo que haya sobrevivido parece referirse a ella, lo que sugiere que su circulación fue limitada. La obra se perdió en la mayor parte del mundo; todavía se producían y mantenían copias en ciertos monasterios etíopes hasta el siglo XVI, pero era una obra menor y oscura allí, y completamente desconocida en otros lugares.  En 1895, Carl Schmidt, un coptólogo alemán, descubrió partes importantes en lengua copta de un manuscrito del siglo IV y V. En 1910, el erudito inglés M. R. James detectó similitudes entre las traducciones coptas iniciales proporcionadas por Schmidt y varias traducciones de documentos etíopes sin clasificar; se dio cuenta de que los manuscritos etíopes procedían probablemente de la misma obra que el manuscrito copto. Esta versión en lengua etíope también era más completa, e incluía secciones que estaban demasiado dañadas para leerlas en los manuscritos coptos.  En 1913 se publicó una edición francesa-etíope, y en 1919 Schmidt publicó una obra combinada alemana-cóptica-etíope. Se cree que el manuscrito copto fragmentario fue traducido directamente del griego original; el etíope también puede haber sido traducido directamente, aunque existe menos certeza. M. R. James también identificó que una hoja de un palimpsesto latino, que data del siglo V, derivaba del mismo texto.
El título original de la obra, si lo hubo, es desconocido. La edición franco-etíope de 1913 lo llamó Le Testament en Galilée de Notre-Seigneur Jésus-Christ (El Testamento en Galilea de Nuestro Señor Jesucristo), pero el nombre no cuajó.  Schmidt utilizó el latín Epistola Apostolorum para nombrar el texto (con una 'o' en lugar de una 'u'), a pesar de que la obra no tenía una gran afinidad con el latín; ese título ha resultado ser más popular en obras posteriores, y con frecuencia se traduce a cualquier idioma que utilice el autor (Epístola de los Apóstoles, L'Épître des apôtres, etc.).

## Contenido
El texto se enmarca inicialmente como una carta abierta de los 11 apóstoles después de la resurrección de Jesús, pero antes de su ascensión, pero rápidamente se despoja de esta estructura, y la obra en su conjunto no puede describirse con precisión como una epístola. Más bien, la obra se convierte en un evangelio que describe la vida y los milagros de Jesús, y luego se convierte en un apocalipsis donde Cristo resucitado cuenta revelaciones de verdades ocultas en respuesta a las preguntas de los discípulos. Los diez primeros capítulos comienzan describiendo el natividad, la resurrección y los milagros de Jesús. El resto del texto narra una visión y un diálogo entre Jesús y los apóstoles, que consta de unas sesenta preguntas y 41 capítulos breves.
El texto en sí parece estar basado en partes del Nuevo Testamento, en particular el Evangelio de Juan, así como el Apocalipsis de Pedro, la Epístola de Bernabé, y el Pastor de Hermas, todos los cuales fueron considerados inspirados por diversos grupos o individuos durante períodos de la iglesia primitiva.

### Contrarrestar el gnosticismo
Todo el texto parece haber sido concebido como una refutación de las enseñanzas de Cerinto, aunque también se menciona a "Simón" (probablemente Simón el Mago). El contenido critica duramente el gnosticismo. En particular, el texto utiliza el estilo de un discurso y una serie de preguntas con una visión de Jesús que era popular entre los grupos gnósticos, en el que la aparición de Jesús revelaría nuevas enseñanzas secretas propuestas por los gnósticos.  Ejemplos de este género (a veces llamado "Evangelio dialogado") dentro del gnosticismo incluyen el Evangelio de María, el Apócrifo de Juan, la Sofía de Jesucristo y la Pistis Sophia.  Sin embargo, la Epístola de los Apóstoles reutiliza este género para usarlo contra el gnosticismo, donde Jesús resucitado afirma la creencia cristiana ortodoxa primitiva sobre la naturaleza de su carne y la próxima resurrección. El texto también afirma que no es una enseñanza secreta (está "escrito (... ) para todo el mundo") y su contenido se aplica universalmente y no a un grupo, y que todo el mundo puede llegar fácilmente a aprender su contenido, contradiciendo los misterios esotéricos populares en el gnosticismo.
La Parábola de las diez vírgenes se reutiliza para abordar más directamente el gnosticismo en la Epístola de los Apóstoles.  Los apóstoles preguntan cuáles de las vírgenes eran prudentes y cuáles necias; Jesús responde diciendo que "Las cinco prudentes son la Fe y el Amor y la Gracia, la Paz y la Esperanza" mientras que las vírgenes que quedan fuera de las bodas se llaman "Conocimiento (Gnosis) y Sabiduría (Sophia), Obediencia, Paciencia y Misericordia. " (Versión copta) A continuación, Jesús predice que los falsos cristianos que se durmieron "quedarán fuera del reino y del redil del pastor y de sus ovejas" y serán devorados por los lobos. En otras palabras, a los gnósticos no se les concederá la entrada en el Reino de Dios.
Carl Schmidt, el erudito que redescubrió la obra, creía que la obra estaba más destinada a apuntalar la fe de los no gnósticos contra la conversión al gnosticismo que a atacar directamente al gnosticismo.  Estudiosos posteriores generalmente no han estado de acuerdo con tal distinción, ya que el método con el que la obra confirma los primeros puntos de vista católicos fue precisamente refutando el gnosticismo. Una opinión discrepante es la ofrecida por Francis Watson, quien argumenta que la obra no tiene una agenda antiherética o antignóstica.

### Sobre la carne
La Epístola de los Apóstoles incluye polémicas que enfatizan la naturaleza física de la resurrección.  Esto es presumiblemente para contrarrestar el docetismo, la doctrina de que Jesús había sido un ser puramente divino separado del mundo mortal corrupto común entre el gnosticismo, véase en obras como el Libro de Tomás el Contendiente.  La obra utiliza una construcción de estilo gnóstico del descenso de Jesús a través de los cielos a la Tierra, pero rápidamente afirma que "se hizo carne" (capítulos 13–14). Jesús resucitado hace que los apóstoles coloquen sus dedos en la huella de los clavos, en la herida de lanza en su costado, y comprobando las huellas de los pies; esto es para "probar" que la futura resurrección será carnal y física. La historia de las huellas también está en contradicción directa con una historia en los Hechos de Juan doceticos donde los discípulos se dan cuenta de que Jesús no deja ninguna huella.

### Predicciones
La Epístola de los Apóstoles hace varias declaraciones de profecía, aunque algunas parecen ser vaticinium ex eventu ("predicciones" de acontecimientos que ya ocurrieron).  En particular, en el capítulo 31 se predice la conversión del apóstol Pablo.  La obra también parece fijar una fecha para la Segunda Venida de Jesús; el capítulo 17 dice que vendrá "cuando se cumplan la centésima parte y la vigésima parte" (copto) o "cuando se cumplan los ciento cincuenta años" (etíope), lo que implica que el manuscrito etíope podría haber sido escrito después de que ya hubieran transcurrido 120 años. No está del todo claro a partir de cuándo cuenta Jesús (¿su muerte? ¿su ascensión?), pero muestra que el público del siglo II aún esperaba un apocalipsis rápido y el advenimiento del Reino de Dios en las próximas décadas.
La obra también "predice" el auge del gnosticismo de forma hostil: Jesús declara que los falsos maestros intentarán subvertir su mensaje en el futuro.

### Oraciones por los muertos
Un pasaje de la Epístola de los Apóstoles parece depender de la forma original del Apocalipsis de Pedro, lo que sugiere que puede haber sido compuesto después.  Los Apóstoles dicen a Jesús que están preocupados a causa de los condenados; Jesús los felicita, pues también los justos están preocupados por los pecadores, y Jesús promete escuchar las peticiones relativas a ellos. Esta idea teológica particular, de que los justos pueden rezar a los pecadores para que entren en el cielo, fue condenada más tarde durante las Crisis origenistas, pero parece haber sido común en el cristianismo del siglo II.

### Errores
En la parte del Evangelio que relata la vida de Jesús, se dice que sufrió durante los días de Poncio Pilato y Herodes Arquelao. Arquelao fue destituido como etnarca (gobernador, rey-cliente) en el año 6 EC, sin embargo, y estaba muerto en el año 18 EC - mucho antes que el mandato de Pilato como procurador.  Es probable que la obra lo confundiera con Herodes Antipas.
Aunque no es exactamente un error, la epístola identifica a "Pedro" y "Cefas" como dos apóstoles diferentes.  Aunque algunas tradiciones primitivas sostenían que se trataba de personas distintas, la mayoría de los cristianos posteriores eran de la opinión de que se trataba de dos nombres para la misma persona, ya que muchos judíos de la época tenían dos nombres (Cefas era su nombre arameo, Pedro su nombre griego).